# هانس لیتزمان
هانس لیتزمان (انگلیسی: Hans Lietzmann; ۲ مارس ۱۸۷۵ – ۲۵ ژوئن ۱۹۴۲) متخصص الهیات، تاریخ‌نگار، و استاد دانشگاه اهل رایش آلمان بود.